# Malgoutte
La Malgoutte est un ruisseau français qui coule dans le département du Puy-de-Dôme. Elle prend sa source dans les monts du Livradois et se jette dans la Dore en rive gauche. C'est donc un sous-affluent de la Loire par la Dore, puis par l'Allier.

## Géographie
La  Malgoutte prend sa source au hameau de Georgeon à 410 mètres d’altitude, sur la commune de Saint-Jean-d'Heurs. Son parcours est orienté nord - sud. Il est ponctué par onze étangs ou retenues. Le plus important étant celui situé à côté du lieu-dit  la Tuilerie. Le ruisseau se jette dans la Dore en rive gauche au village de Pont Astier.

## Communes traversées
D'amont en aval, le ruisseau traverse ou longe les communes suivantes, toutes situées dans le département du Puy-de-Dôme 
- Saint-Jean-d'Heurs
- Peschadoires
- Orléat
- Dorat